# Вий (группа)
Вий (укр. Вій)  — украинская этно-рок-группа. Сама группа характеризует своё творчество как «dark ethno fusion». Музыка «Вия» обращается к древним пластам славянского фольклора и мифологии, а именно к образам украинского язычества; стиль группы содержит элементы психоделики и этно (в особенности использования таких инструментов, как комуз, лира, флейта и т. д.), а содержанию песен свойственна «лиричность, фаталистическая грусть и печаль человеческого бытия». Группу «Вий» иногда характеризуют как «легендарную». Она была основана в 1991 году в Киеве.
За своё почти 30-летнее существование «Вий» выпустил немного альбомов. Руководитель группы Дмитрий Добрый-Вечер объясняет это тем, что «альбомы нельзя выпускать, как на конвейере», а также критическим отношением к собственному творчеству.

## Текущий состав группы
- Дмитрий Добрый-Вечер — тексты, музыка, вокал, бас-гитара, акустическая гитара, комуз.
- Александр Гроссман — электрогитара, акустическая гитара, бэк-вокал.
- Олег Козлов (Лётчик) — электрогитара, акустическая гитара, укулеле (до 2019 года).
- Дмитрий Бакрив — бас-гитара, перкуссия, бэк-вокал.
- Владимир Дедов —  барабаны.

## История
«Вий» основали в феврале 1991 г. Дмитрий Добрый-Вечер, Игорь Лемешко и Олег Козлов. В период с 1991 по 1994 гг. у группы было свыше 200 выступлений, коллектив принимал участие во многих фестивалях и конкурсах (в частности, «Червона Рута», «Дзвін-91» «Вивих-91'92» (Львов), «Оберіг-92» («Луцк), Тарас Бульба-92'93» (Дубно), «Tin Wave-92», «Сопот» и «Українські ночі у Польщі» (Гданьск)). В 1993 г. «Вий» выпустил свой первый альбом «Чорна рілля» (рус. «Чёрная пашня»). Песни группы побеждали в хит-парадах на украинском радио (1992…1993 — 7 песен). Начальный состав группы: Дмитрий Добрый-Вечер (бас-гитара, вокал, тексты, музыка), Игорь Лемешко (лидер-гитара, бэк-вокал), Олег Козлов (гитара, бэк-вокал), Юрий Мезенчук (барабаны), Руслан Мелещенко (перкуссия, конги), Вячеслав Миклухо (виолончель), Александр Павлов (менеджер); с другой стороны, у группы сменялись ударники — с «Вием» выступали Николай Родионов, Дмитрий Подлуцкий (барабаны) и Салманов Салман Мамед-Оглы (перкуссия).
Летом 1993 г. ударник группы Дмитрий Подлуцкий погиб. После этого состав группы не был таким стабильным. Однако, во второй половине 1990-х «Вий» продолжает активную концертную деятельность в Украине, а также выступает в Польше, Словакии, России, Венгрии, Франции, Германии. К группе присоединяются Леся Добрый-Вечер (перкуссия) и Саша Лирник (лира), а потом, в начале 2000-х, Алексей Довжок (гитара) и Оля Вязенко (виолончель).
В 2000-х Вий одновременно с концертной деятельностью выпускает несколько новых альбомов, в частности «Хата скраю села» (рус. «Хата на краю села») (2003 и 2006), «Good-bye my revolution» (2009) и «Йшов я небом» (рус. «Шёл я по небу») (2010). В 2013 г. музыканты группы «в последнее время сознательно сделали перерыв в творчестве». В начале 2015 г. группа восстановила концертную деятельность, приняв участие в презентации «трибьют-альбома группы Перкалаба».

## Дискография
- Wij (Вий), 1993 (кассета)
- Чорна рілля (рус. Чёрная пашня), 1994 (кассета)
- Джаз, 1997
- Чорна рілля, 2001 (кассета)
- Чорна рілля, 2001 (CD)
- Хата скраю села (рус. Хата на краю села), 2003 (CD)
- Чорна рілля, коллекционное издание, 2004 (CD)
- Вій. Рок-легенди України (Вий. Рок-легенды Украины), 2004 (CD, кассета)
- Хата скраю села, 2006 (CD)
- Good-bye my revolution, 2009 (интернет-релиз)
- Йшов я небом (рус. Шёл я по небу), 2010 (CD)
- Колискова для лялькових немовлят (рус. Колыбельная для игрушечных младенцев), 2014 (CD) (Издан в Польше)

Музыка группы также присутствует на многочисленных CD и DVD-антологиях, а также группа выпустила ряд DVD с живым вуступлением. В 2007 г. вышел компакт-диск «Очі Відьми. Пісні групи Вій у виконанні українських музикантів» (рус. Глаза Ведьмы. Песни группы Вий в исполнении украинских музыкантов), на котором известные украинские группы младшего поколения исполняют музыку Вия.